# Élections municipales de 2014 dans l'Ardèche
Les élections municipales en Ardèche se sont déroulées les 23 et 30 mars 2014.

## Maires sortants et maires élus
Le scrutin est marqué par quelques changements plus ou moins notables. La gauche recule : le PS à Bourg-Saint-Andéol, Chomérac, La Voulte-sur-Rhône, Privas et Vallon-Pont-d'Arc. Le PCF perd Villeneuve-de-Berg face à un candidat divers gauche et les écologistes Viviers. La droite, en dépit de ses succès, est surprise à Roiffieux.
| Commune                     | Population | Maire sortant        | Parti | Parti | Maire élu            | Parti | Parti |
| --------------------------- | ---------- | -------------------- | ----- | ----- | -------------------- | ----- | ----- |
| Annonay                     | 16 445     | Olivier Dussopt      |       | PS    | Olivier Dussopt      |       | PS    |
| Aubenas                     | 11 586     | Jean-Pierre Constant |       | UMP   | Jean-Pierre Constant |       | UMP   |
| Boulieu-lès-Annonay         | 2 141      | Céline Bonnet        |       | PS    | Céline Bonnet        |       | PS    |
| Bourg-Saint-Andéol          | 7 233      | Serge Martinez       |       | PS    | Jean-Marc Serre      |       | UMP   |
| Charmes-sur-Rhône           | 2 437      | Thierry Avouac       |       | UDI   | Thierry Avouac       |       | UDI   |
| Chomérac                    | 2 887      | Noël Bouverat        |       | PS    | François Arsac       |       | UDI   |
| Cornas                      | 2 246      | Elios Bernard Giné   |       | DVD   | Elios Bernard Giné   |       | DVD   |
| Cruas                       | 2 806      | Robert Cotta         |       | PCF   | Robert Cotta         |       | PCF   |
| Davézieux                   | 2 991      | Alain Zahm           |       | UMP   | Alain Zahm           |       | UMP   |
| Guilherand-Granges          | 11 101     | Mathieu Darnaud      |       | UMP   | Mathieu Darnaud      |       | UMP   |
| La Voulte-sur-Rhône         | 5 084      | Marc Bolomey         |       | PS    | Bernard Brottes      |       | DVD   |
| Lamastre                    | 2 459      | Jean-Paul Vallon     |       | DVD   | Jean-Paul Vallon     |       | DVD   |
| Le Cheylard                 | 3 157      | Jacques Chabal       |       | UMP   | Jacques Chabal       |       | UMP   |
| Le Pouzin                   | 2 804      | Alain Martin         |       | DVD   | Alain Martin         |       | DVD   |
| Le Teil                     | 8 103      | Olivier Peverelli    |       | PS    | Olivier Peverelli    |       | PS    |
| Les Vans                    | 2 831      | Bruno Vigier         |       | UDI   | Jean-Paul Manifacier |       | PS    |
| Privas                      | 8 352      | Yves Chastan         |       | PS    | Michel Valla         |       | DVD   |
| Rochemaure                  | 2 244      | Christian Lecerf     |       | DVD   | Christian Lecerf     |       | DVD   |
| Roiffieux                   | 2 776      | Maurice Berchu       |       | DVD   | Christophe Delord    |       | DVG   |
| Ruoms                       | 2 256      | Daniel Serre         |       | DVD   | Jean Pouzache        |       | DVD   |
| Saint-Agrève                | 2 546      | Maurice Weiss        |       | PRG   | Maurice Weiss        |       | PRG   |
| Saint-Étienne-de-Fontbellon | 2 506      | Paul Abeillon        |       | DVD   | Paul Abeillon        |       | DVD   |
| Saint-Georges-les-Bains     | 2 065      | Bernard Berger       |       | UMP   | Bernard Berger       |       | UMP   |
| Saint-Jean-de-Muzols        | 2 439      | André Arzalier       |       | DVD   | André Arzalier       |       | DVD   |
| Saint-Marcel-d'Ardèche      | 2 405      | André Pésenti        |       | PS    | Michel Bouchon       |       | DVG   |
| Saint-Péray                 | 7 311      | Jean-Paul Lasbroas   |       | DVG   | Jacques Dubay        |       | UDI   |
| Sarras                      | 2 072      | Jacques Alloua       |       | DVD   | Jacques Alloua       |       | DVD   |
| Tournon-sur-Rhône           | 10 689     | Frédéric Sausset     |       | UMP   | Frédéric Sausset     |       | UMP   |
| Vallon-Pont-d'Arc           | 2 359      | Claude Benahmed      |       | PS    | Pierre Peschier      |       | DVD   |
| Vals-les-Bains              | 3 531      | Jean-Claude Flory    |       | UMP   | Jean-Claude Flory    |       | UMP   |
| Vernosc-lès-Annonay         | 2 292      | Denis Plenet         |       | DVD   | Patrick Olagne       |       | DVD   |
| Villeneuve-de-Berg          | 2 836      | Claude Pradal        |       | PCF   | Christian Audigier   |       | DVG   |
| Viviers                     | 3 895      | François Louvet      |       | EELV  | Christian Lavis      |       | UDI   |

### Résultats en nombre de maires
| Partis       | Partis                            | Maires sortants | Maires élus | Évolution     |
| ------------ | --------------------------------- | --------------- | ----------- | ------------- |
|              | Divers droite                     | 10              | 12          | 2             |
|              | Union pour un mouvement populaire | 7               | 8           | 1             |
|              | UDI                               | 2               | 4           | 2             |
| Total droite | Total droite                      | 19              | 24          | 5             |
|              | Parti socialiste                  | 9               | 4           | 5             |
|              | PCF                               | 2               | 1           | 1             |
|              | Divers gauche                     | 1               | 3           | 2             |
|              | EELV                              | 1               | 0           | 1             |
|              | PRG                               | 1               | 1           | en stagnation |
| Total gauche | Total gauche                      | 14              | 9           | 5             |
| Total        | Total                             | 33              | 33          | -             |

## Résultats dans les communes de plus de2 000 habitants

### Annonay
- Maire sortant : Olivier Dussopt (PS)
- 33 sièges à pourvoir au conseil municipal (population légale 2011 : 16 445 habitants)
- 22 sièges à pourvoir au conseil communautaire (CA Annonay Rhône Agglo)

|                          | Olivier Dussopt * | PS-PCF-EELV    | 3 175  | 51,71  | 26 | 17 |  |  |
|                          | Claude Faure      | UMP-UDI        | 1 792  | 29,18  | 5  | 3  |  |  |
|                          | Isabelle François | EXD            | 656    | 10,68  | 1  | 1  |  |  |
|                          | Patrice Frappat   | FG             | 517    | 8,42   | 1  | 1  |  |  |
|                          |                   |                |        |        |    |    |  |  |
| Inscrits                 | Inscrits          | Inscrits       | 11 737 | 100,00 |    |    |  |  |
| Abstentions              | Abstentions       | Abstentions    | 5 351  | 45,59  |    |    |  |  |
| Votants                  | Votants           | Votants        | 6 386  | 54,41  |    |    |  |  |
| Blancs et nuls           | Blancs et nuls    | Blancs et nuls | 246    | 3,85   |    |    |  |  |
| Exprimés                 | Exprimés          | Exprimés       | 6 140  | 96,15  |    |    |  |  |
| * Liste du maire sortant |                   |                |        |        |    |    |  |  |

### Aubenas
- Maire sortant : Jean-Pierre Constant (UMP)
- 33 sièges à pourvoir au conseil municipal (population légale 2011 : 11 586 habitants)
- 18 sièges à pourvoir au conseil communautaire (CC du Bassin d'Aubenas)

|                          | Jean-Pierre Constant * | UMP-UDI        | 2 614 | 60,03  | 27 | 15 |  |  |
|                          | Benoit Perrusset       | PS             | 1 055 | 24,23  | 4  | 2  |  |  |
|                          | Martine Dubois         | FG             | 685   | 15,73  | 2  | 1  |  |  |
|                          |                        |                |       |        |    |    |  |  |
| Inscrits                 | Inscrits               | Inscrits       | 8 254 | 100,00 |    |    |  |  |
| Abstentions              | Abstentions            | Abstentions    | 3 574 | 43,30  |    |    |  |  |
| Votants                  | Votants                | Votants        | 4 680 | 56,70  |    |    |  |  |
| Blancs et nuls           | Blancs et nuls         | Blancs et nuls | 326   | 6,97   |    |    |  |  |
| Exprimés                 | Exprimés               | Exprimés       | 4 354 | 93,03  |    |    |  |  |
| * Liste du maire sortant |                        |                |       |        |    |    |  |  |

### Boulieu-lès-Annonay
- Maire sortant : Céline Bonnet (PS)
- 19 sièges à pourvoir au conseil municipal (population légale 2011 : 2 141 habitants)
- 3 sièges à pourvoir au conseil communautaire (CA Annonay Rhône Agglo)

|                          | Céline Bonnet *   | PS             | 707   | 70,13  | 17 | 3 |  |  |
|                          | Romain Arpin-pont | DVD            | 301   | 29,86  | 2  |   |  |  |
|                          |                   |                |       |        |    |   |  |  |
| Inscrits                 | Inscrits          | Inscrits       | 1 655 | 100,00 |    |   |  |  |
| Abstentions              | Abstentions       | Abstentions    | 556   | 33,60  |    |   |  |  |
| Votants                  | Votants           | Votants        | 1 099 | 66,40  |    |   |  |  |
| Blancs et nuls           | Blancs et nuls    | Blancs et nuls | 91    | 8,28   |    |   |  |  |
| Exprimés                 | Exprimés          | Exprimés       | 1 008 | 91,72  |    |   |  |  |
| * Liste du maire sortant |                   |                |       |        |    |   |  |  |

### Bourg-Saint-Andéol
- Maire sortant : Serge Martinez (PS)
- 29 sièges à pourvoir au conseil municipal (population légale 2011 : 7 233 habitants)
- 11 sièges à pourvoir au conseil communautaire (CC Du Rhône aux Gorges de l'Ardèche)

| Tête de liste            | Tête de liste    | Liste          | Premier tour | Premier tour | Second tour | Second tour | Sièges | Sièges |
| Tête de liste            | Tête de liste    | Liste          | Voix         | %            | Voix        | %           | CM     | CC     |
| ------------------------ | ---------------- | -------------- | ------------ | ------------ | ----------- | ----------- | ------ | ------ |
|                          | Jean-Marc Serre  | UMP            | 1 641        | 47,35        | 2 134       | 58,65       | 23     | 9      |
|                          | Serge Martinez * | PS             | 1 286        | 37,11        | 1 504       | 41,34       | 6      | 2      |
|                          | Odile Eldin      | DVG            | 538          | 15,52        |             |             |        |        |
|                          |                  |                |              |              |             |             |        |        |
| Inscrits                 | Inscrits         | Inscrits       | 5 506        | 100,00       | 5 506       | 100,00      |        |        |
| Abstentions              | Abstentions      | Abstentions    | 1 896        | 34,44        | 1 699       | 30,86       |        |        |
| Votants                  | Votants          | Votants        | 3 610        | 65,56        | 3 807       | 69,14       |        |        |
| Blancs et nuls           | Blancs et nuls   | Blancs et nuls | 145          | 4,02         | 169         | 4,44        |        |        |
| Exprimés                 | Exprimés         | Exprimés       | 3 465        | 95,98        | 3 638       | 95,56       |        |        |
| * Liste du maire sortant |                  |                |              |              |             |             |        |        |

### Charmes-sur-Rhône
- Maire sortant : Thierry Avouac (UDI)
- 19 sièges à pourvoir au conseil municipal (population légale 2011 : 2 437 habitants)
- 3 sièges à pourvoir au conseil communautaire (CC Rhône Crussol)

|                          | Thierry Avouac * | UDI            | 870   | 100,00 | 19 | 3 |  |  |
|                          |                  |                |       |        |    |   |  |  |
| Inscrits                 | Inscrits         | Inscrits       | 1 927 | 100,00 |    |   |  |  |
| Abstentions              | Abstentions      | Abstentions    | 765   | 39,70  |    |   |  |  |
| Votants                  | Votants          | Votants        | 1 162 | 60,30  |    |   |  |  |
| Blancs et nuls           | Blancs et nuls   | Blancs et nuls | 292   | 25,13  |    |   |  |  |
| Exprimés                 | Exprimés         | Exprimés       | 870   | 74,87  |    |   |  |  |
| * Liste du maire sortant |                  |                |       |        |    |   |  |  |

### Cheylard (Le)
- Maire sortant : Jacques Chabal (UMP)
- 23 sièges à pourvoir au conseil municipal (population légale 2011 : 3 157 habitants)
- 11 sièges à pourvoir au conseil communautaire (CC Val'Eyrieux)

|                          | Jacques Chabal * | UMP            | 1 211 | 65,63  | 19 | 9 |  |  |
|                          | Corine Laffont   | DVG            | 634   | 34,36  | 4  | 2 |  |  |
|                          |                  |                |       |        |    |   |  |  |
| Inscrits                 | Inscrits         | Inscrits       | 2 609 | 100,00 |    |   |  |  |
| Abstentions              | Abstentions      | Abstentions    | 656   | 25,14  |    |   |  |  |
| Votants                  | Votants          | Votants        | 1 953 | 74,86  |    |   |  |  |
| Blancs et nuls           | Blancs et nuls   | Blancs et nuls | 108   | 5,53   |    |   |  |  |
| Exprimés                 | Exprimés         | Exprimés       | 1 845 | 94,47  |    |   |  |  |
| * Liste du maire sortant |                  |                |       |        |    |   |  |  |

### Chomérac
- Maire sortant : Noël Bouverat (PS)
- 23 sièges à pourvoir au conseil municipal (population légale 2011 : 2 887 habitants)
- 3 sièges à pourvoir au conseil communautaire (CA Privas Centre Ardèche)

|                          | Noël Bouverat * | DVG            | 888   | 50,05  | 18 | 2 |  |  |
|                          | François Arsac  | UDI            | 886   | 49,94  | 5  | 1 |  |  |
|                          |                 |                |       |        |    |   |  |  |
| Inscrits                 | Inscrits        | Inscrits       | 2 434 | 100,00 |    |   |  |  |
| Abstentions              | Abstentions     | Abstentions    | 553   | 22,72  |    |   |  |  |
| Votants                  | Votants         | Votants        | 1 881 | 77,28  |    |   |  |  |
| Blancs et nuls           | Blancs et nuls  | Blancs et nuls | 107   | 5,69   |    |   |  |  |
| Exprimés                 | Exprimés        | Exprimés       | 1 774 | 94,31  |    |   |  |  |
| * Liste du maire sortant |                 |                |       |        |    |   |  |  |

### Cornas
- Maire sortant : Elios Bernard Giné (DVD)
- 19 sièges à pourvoir au conseil municipal (population légale 2011 : 2 246 habitants)
- 2 sièges à pourvoir au conseil communautaire (CC Rhône Crussol)

|                          | Elios Bernard Giné *  | DVD            | 756   | 60,77  | 16 | 2 |  |  |
|                          | Jean-Claude Chevalier | DVD            | 488   | 39,22  | 3  |   |  |  |
|                          |                       |                |       |        |    |   |  |  |
| Inscrits                 | Inscrits              | Inscrits       | 1 786 | 100,00 |    |   |  |  |
| Abstentions              | Abstentions           | Abstentions    | 495   | 27,72  |    |   |  |  |
| Votants                  | Votants               | Votants        | 1 291 | 72,28  |    |   |  |  |
| Blancs et nuls           | Blancs et nuls        | Blancs et nuls | 47    | 3,64   |    |   |  |  |
| Exprimés                 | Exprimés              | Exprimés       | 1 244 | 96,36  |    |   |  |  |
| * Liste du maire sortant |                       |                |       |        |    |   |  |  |

### Cruas
- Maire sortant : Robert Cotta (PCF)
- 23 sièges à pourvoir au conseil municipal (population légale 2011 : 2 806 habitants)
- 7 sièges à pourvoir au conseil communautaire (CC Ardèche Rhône Coiron)

|                          | Robert Cotta * | PS-PCF-EELV    | 890   | 59,53  | 19 | 6 |  |  |
|                          | Paul Mesclon   | SE             | 605   | 40,46  | 4  | 1 |  |  |
|                          |                |                |       |        |    |   |  |  |
| Inscrits                 | Inscrits       | Inscrits       | 2 209 | 100,00 |    |   |  |  |
| Abstentions              | Abstentions    | Abstentions    | 649   | 29,38  |    |   |  |  |
| Votants                  | Votants        | Votants        | 1 560 | 70,62  |    |   |  |  |
| Blancs et nuls           | Blancs et nuls | Blancs et nuls | 65    | 4,17   |    |   |  |  |
| Exprimés                 | Exprimés       | Exprimés       | 1 495 | 95,83  |    |   |  |  |
| * Liste du maire sortant |                |                |       |        |    |   |  |  |

### Davézieux
- Maire sortant : Alain Zahm (UMP)
- 23 sièges à pourvoir au conseil municipal (population légale 2011 : 2 991 habitants)
- 4 sièges à pourvoir au conseil communautaire (CA Annonay Rhône Agglo)

|                          | Alain Zahm *   | DVD            | 928   | 62,49  | 19 | 3 |  |  |
|                          | Lucien Loubet  | DVG            | 557   | 37,50  | 4  | 1 |  |  |
|                          |                |                |       |        |    |   |  |  |
| Inscrits                 | Inscrits       | Inscrits       | 2 420 | 100,00 |    |   |  |  |
| Abstentions              | Abstentions    | Abstentions    | 853   | 35,25  |    |   |  |  |
| Votants                  | Votants        | Votants        | 1 567 | 64,75  |    |   |  |  |
| Blancs et nuls           | Blancs et nuls | Blancs et nuls | 82    | 5,23   |    |   |  |  |
| Exprimés                 | Exprimés       | Exprimés       | 1 485 | 94,77  |    |   |  |  |
| * Liste du maire sortant |                |                |       |        |    |   |  |  |

### Guilherand-Granges
- Maire sortant : Mathieu Darnaud (UMP)
- 33 sièges à pourvoir au conseil municipal (population légale 2011 : 11 101 habitants)
- 13 sièges à pourvoir au conseil communautaire (CC Rhône Crussol)

|                          | Mathieu Darnaud * | UMP-UDI        | 4 273 | 80,34  | 30 | 12 |  |  |
|                          | Marc Consola      | PS-PCF-EELV    | 1 045 | 19,65  | 3  | 1  |  |  |
|                          |                   |                |       |        |    |    |  |  |
| Inscrits                 | Inscrits          | Inscrits       | 7 926 | 100,00 |    |    |  |  |
| Abstentions              | Abstentions       | Abstentions    | 2 405 | 30,34  |    |    |  |  |
| Votants                  | Votants           | Votants        | 5 521 | 69,66  |    |    |  |  |
| Blancs et nuls           | Blancs et nuls    | Blancs et nuls | 203   | 3,68   |    |    |  |  |
| Exprimés                 | Exprimés          | Exprimés       | 5 318 | 96,32  |    |    |  |  |
| * Liste du maire sortant |                   |                |       |        |    |    |  |  |

### Lamastre
- Maire sortant : Jean-Paul Vallon (SE)
- 19 sièges à pourvoir au conseil municipal (population légale 2011 : 2 459 habitants)
- 9 sièges à pourvoir au conseil communautaire (CC du Pays de Lamastre)

|                          | Jean-Paul Vallon * | DVD            | 978   | 59,67  | 15 | 7 |  |  |
|                          | Philippe Bosc      | DVG            | 661   | 40,32  | 4  | 2 |  |  |
|                          |                    |                |       |        |    |   |  |  |
| Inscrits                 | Inscrits           | Inscrits       | 1 950 | 100,00 |    |   |  |  |
| Abstentions              | Abstentions        | Abstentions    | 265   | 13,59  |    |   |  |  |
| Votants                  | Votants            | Votants        | 1 685 | 86,41  |    |   |  |  |
| Blancs et nuls           | Blancs et nuls     | Blancs et nuls | 46    | 2,73   |    |   |  |  |
| Exprimés                 | Exprimés           | Exprimés       | 1 639 | 97,27  |    |   |  |  |
| * Liste du maire sortant |                    |                |       |        |    |   |  |  |

### Pouzin (Le)
- Maire sortant : Alain Martin (DVD)
- 23 sièges à pourvoir au conseil municipal (population légale 2011 : 2 804 habitants)
- 3 sièges à pourvoir au conseil communautaire (CA Privas Centre Ardèche)

|                          | Alain Martin * | DVD            | 838   | 100,00 | 23 | 3 |  |  |
|                          |                |                |       |        |    |   |  |  |
| Inscrits                 | Inscrits       | Inscrits       | 1 838 | 100,00 |    |   |  |  |
| Abstentions              | Abstentions    | Abstentions    | 747   | 40,64  |    |   |  |  |
| Votants                  | Votants        | Votants        | 1 091 | 59,36  |    |   |  |  |
| Blancs et nuls           | Blancs et nuls | Blancs et nuls | 253   | 23,19  |    |   |  |  |
| Exprimés                 | Exprimés       | Exprimés       | 838   | 76,81  |    |   |  |  |
| * Liste du maire sortant |                |                |       |        |    |   |  |  |

### Privas
- Maire sortant : Yves Chastan (PS)
- 29 sièges à pourvoir au conseil municipal (population légale 2011 : 8 352 habitants)
- 11 sièges à pourvoir au conseil communautaire (CA Privas Centre Ardèche)

| Tête de liste            | Tête de liste     | Liste          | Premier tour | Premier tour | Second tour | Second tour | Sièges | Sièges |
| Tête de liste            | Tête de liste     | Liste          | Voix         | %            | Voix        | %           | CM     | CC     |
| ------------------------ | ----------------- | -------------- | ------------ | ------------ | ----------- | ----------- | ------ | ------ |
|                          | Michel Valla      | DVD            | 1 460        | 41,82        | 1 868       | 52,54       | 22     | 9      |
|                          | Yves Chastan *    | PS-PCF-EELV    | 1 003        | 28,73        | 1 411       | 39,69       | 6      | 2      |
|                          | Rémy Chalaye      | FG             | 567          | 16,24        |             |             |        |        |
|                          | Christian Grangis | FN             | 461          | 13,20        | 276         | 7,76        | 1      |        |
|                          |                   |                |              |              |             |             |        |        |
| Inscrits                 | Inscrits          | Inscrits       | 6 020        | 100,00       | 6 020       | 100,00      |        |        |
| Abstentions              | Abstentions       | Abstentions    | 2 374        | 39,44        | 2 248       | 37,34       |        |        |
| Votants                  | Votants           | Votants        | 3 646        | 60,56        | 3 772       | 62,66       |        |        |
| Blancs et nuls           | Blancs et nuls    | Blancs et nuls | 155          | 4,25         | 217         | 5,75        |        |        |
| Exprimés                 | Exprimés          | Exprimés       | 3 491        | 95,75        | 3 555       | 94,25       |        |        |
| * Liste du maire sortant |                   |                |              |              |             |             |        |        |

### Rochemaure
- Maire sortant : Christian Lecerf (DVD)
- 19 sièges à pourvoir au conseil municipal (population légale 2011 : 2 244 habitants)
- 6 sièges à pourvoir au conseil communautaire (CC Ardèche Rhône Coiron)

|                          | Christian Lecerf * | DVD            | 685   | 61,82  | 16 | 5 |  |  |
|                          | Martine Talbot     | DVG            | 297   | 26,80  | 2  | 1 |  |  |
|                          | Bruno Maltaverne   | DVG            | 126   | 11,37  | 1  |   |  |  |
|                          |                    |                |       |        |    |   |  |  |
| Inscrits                 | Inscrits           | Inscrits       | 1 572 | 100,00 |    |   |  |  |
| Abstentions              | Abstentions        | Abstentions    | 412   | 26,21  |    |   |  |  |
| Votants                  | Votants            | Votants        | 1 160 | 73,79  |    |   |  |  |
| Blancs et nuls           | Blancs et nuls     | Blancs et nuls | 52    | 4,48   |    |   |  |  |
| Exprimés                 | Exprimés           | Exprimés       | 1 108 | 95,52  |    |   |  |  |
| * Liste du maire sortant |                    |                |       |        |    |   |  |  |

### Roiffieux
- Maire sortant : Maurice Berchu (DVD)
- 23 sièges à pourvoir au conseil municipal (population légale 2011 : 2 776 habitants)
- 3 sièges à pourvoir au conseil communautaire (CA Annonay Rhône Agglo)

|                | Christophe Delord     | DVG            | 774   | 53,12  | 18 | 2 |  |  |
|                | Louis-Claude Gagnaire | DVD            | 683   | 46,87  | 5  | 1 |  |  |
|                |                       |                |       |        |    |   |  |  |
| Inscrits       | Inscrits              | Inscrits       | 2 135 | 100,00 |    |   |  |  |
| Abstentions    | Abstentions           | Abstentions    | 604   | 28,29  |    |   |  |  |
| Votants        | Votants               | Votants        | 1 531 | 71,71  |    |   |  |  |
| Blancs et nuls | Blancs et nuls        | Blancs et nuls | 74    | 4,83   |    |   |  |  |
| Exprimés       | Exprimés              | Exprimés       | 1 457 | 95,17  |    |   |  |  |

### Ruoms
- Maire sortant : Daniel Serre (DVD)
- 19 sièges à pourvoir au conseil municipal (population légale 2011 : 2 256 habitants)
- 5 sièges à pourvoir au conseil communautaire (CC des Gorges de l'Ardèche)

|                | Jean Pouzache  | DVD            | 701   | 60,53  | 16 | 4 |  |  |
|                | Guy Clement    | DVG            | 457   | 39,46  | 3  | 1 |  |  |
|                |                |                |       |        |    |   |  |  |
| Inscrits       | Inscrits       | Inscrits       | 1 877 | 100,00 |    |   |  |  |
| Abstentions    | Abstentions    | Abstentions    | 666   | 35,48  |    |   |  |  |
| Votants        | Votants        | Votants        | 1 211 | 64,52  |    |   |  |  |
| Blancs et nuls | Blancs et nuls | Blancs et nuls | 53    | 4,38   |    |   |  |  |
| Exprimés       | Exprimés       | Exprimés       | 1 158 | 95,62  |    |   |  |  |

### Saint-Agrève
- Maire sortant : Maurice Weiss (PRG)
- 23 sièges à pourvoir au conseil municipal (population légale 2011 : 2 546 habitants)
- 9 sièges à pourvoir au conseil communautaire (CC Val'Eyrieux)

|                          | Maurice Weiss *   | DVG            | 749   | 54,23  | 18 | 7 |  |  |
|                          | Bernard Lescaille | DVD            | 632   | 45,76  | 5  | 2 |  |  |
|                          |                   |                |       |        |    |   |  |  |
| Inscrits                 | Inscrits          | Inscrits       | 2 090 | 100,00 |    |   |  |  |
| Abstentions              | Abstentions       | Abstentions    | 593   | 28,37  |    |   |  |  |
| Votants                  | Votants           | Votants        | 1 497 | 71,63  |    |   |  |  |
| Blancs et nuls           | Blancs et nuls    | Blancs et nuls | 116   | 7,75   |    |   |  |  |
| Exprimés                 | Exprimés          | Exprimés       | 1 381 | 92,25  |    |   |  |  |
| * Liste du maire sortant |                   |                |       |        |    |   |  |  |

### Saint-Étienne-de-Fontbellon
- Maire sortant : Paul Abeillon (DVD)
- 23 sièges à pourvoir au conseil municipal (population légale 2011 : 2 506 habitants)
- 6 sièges à pourvoir au conseil communautaire (CC du Bassin d'Aubenas)

|                          | Paul Abeillon * | DVD            | 900   | 66,71  | 20 | 5 |  |  |
|                          | Claude Pons     | DVD            | 449   | 33,28  | 3  | 1 |  |  |
|                          |                 |                |       |        |    |   |  |  |
| Inscrits                 | Inscrits        | Inscrits       | 1 923 | 100,00 |    |   |  |  |
| Abstentions              | Abstentions     | Abstentions    | 498   | 25,90  |    |   |  |  |
| Votants                  | Votants         | Votants        | 1 425 | 74,10  |    |   |  |  |
| Blancs et nuls           | Blancs et nuls  | Blancs et nuls | 76    | 5,33   |    |   |  |  |
| Exprimés                 | Exprimés        | Exprimés       | 1 349 | 94,67  |    |   |  |  |
| * Liste du maire sortant |                 |                |       |        |    |   |  |  |

### Saint-Georges-les-Bains
- Maire sortant : Bernard Berger (UMP)
- 19 sièges à pourvoir au conseil municipal (population légale 2011 : 2 065 habitants)
- 2 sièges à pourvoir au conseil communautaire (CC Rhône Crussol)

|                          | Bernard Berger * | DVD            | 753   | 100,00 | 19 | 2 |  |  |
|                          |                  |                |       |        |    |   |  |  |
| Inscrits                 | Inscrits         | Inscrits       | 1 583 | 100,00 |    |   |  |  |
| Abstentions              | Abstentions      | Abstentions    | 605   | 38,22  |    |   |  |  |
| Votants                  | Votants          | Votants        | 978   | 61,78  |    |   |  |  |
| Blancs et nuls           | Blancs et nuls   | Blancs et nuls | 225   | 23,01  |    |   |  |  |
| Exprimés                 | Exprimés         | Exprimés       | 753   | 76,99  |    |   |  |  |
| * Liste du maire sortant |                  |                |       |        |    |   |  |  |

### Saint-Jean-de-Muzols
- Maire sortant : André Arzalier (DVD)
- 19 sièges à pourvoir au conseil municipal (population légale 2011 : 2 439 habitants)
- 3 sièges à pourvoir au conseil communautaire (CA Arche Agglo)

|                          | André Arzalier * | DVD            | 999   | 100,00 | 19 | 3 |  |  |
|                          |                  |                |       |        |    |   |  |  |
| Inscrits                 | Inscrits         | Inscrits       | 1 933 | 100,00 |    |   |  |  |
| Abstentions              | Abstentions      | Abstentions    | 657   | 33,99  |    |   |  |  |
| Votants                  | Votants          | Votants        | 1 276 | 66,01  |    |   |  |  |
| Blancs et nuls           | Blancs et nuls   | Blancs et nuls | 277   | 21,71  |    |   |  |  |
| Exprimés                 | Exprimés         | Exprimés       | 999   | 78,29  |    |   |  |  |
| * Liste du maire sortant |                  |                |       |        |    |   |  |  |

### Saint-Marcel-d'Ardèche
- Maire sortant : André Pésenti (PS)
- 19 sièges à pourvoir au conseil municipal (population légale 2011 : 2 405 habitants)
- 4 sièges à pourvoir au conseil communautaire (CC Du Rhône aux Gorges de l'Ardèche)

|                | Michel Bouchon | DVG            | 1 013 | 100,00 | 19 | 4 |  |  |
|                |                |                |       |        |    |   |  |  |
| Inscrits       | Inscrits       | Inscrits       | 2 014 | 100,00 |    |   |  |  |
| Abstentions    | Abstentions    | Abstentions    | 667   | 33,12  |    |   |  |  |
| Votants        | Votants        | Votants        | 1 347 | 66,88  |    |   |  |  |
| Blancs et nuls | Blancs et nuls | Blancs et nuls | 334   | 24,80  |    |   |  |  |
| Exprimés       | Exprimés       | Exprimés       | 1 013 | 75,20  |    |   |  |  |

### Saint-Péray
- Maire sortant : Jean-Paul Lasbroas (DVG)
- 29 sièges à pourvoir au conseil municipal (population légale 2011 : 7 311 habitants)
- 9 sièges à pourvoir au conseil communautaire (CC Rhône Crussol)

|                | Jacques Dubay       | UDI            | 3 143 | 75,06  | 26 | 8 |  |  |
|                | Valérie Malavieille | PS             | 1 044 | 24,93  | 3  | 1 |  |  |
|                |                     |                |       |        |    |   |  |  |
| Inscrits       | Inscrits            | Inscrits       | 5 856 | 100,00 |    |   |  |  |
| Abstentions    | Abstentions         | Abstentions    | 1 568 | 26,78  |    |   |  |  |
| Votants        | Votants             | Votants        | 4 288 | 73,22  |    |   |  |  |
| Blancs et nuls | Blancs et nuls      | Blancs et nuls | 101   | 2,36   |    |   |  |  |
| Exprimés       | Exprimés            | Exprimés       | 4 187 | 97,64  |    |   |  |  |

### Sarras
- Maire sortant : Jacques Alloua (DVD)
- 19 sièges à pourvoir au conseil municipal (population légale 2011 : 2 072 habitants)
- 2 sièges à pourvoir au conseil communautaire (CC Porte de DrômArdèche)

|                          | Jacques Alloua * | DVD            | 691   | 100,00 | 19 | 2 |  |  |
|                          |                  |                |       |        |    |   |  |  |
| Inscrits                 | Inscrits         | Inscrits       | 1 518 | 100,00 |    |   |  |  |
| Abstentions              | Abstentions      | Abstentions    | 660   | 43,48  |    |   |  |  |
| Votants                  | Votants          | Votants        | 858   | 56,52  |    |   |  |  |
| Blancs et nuls           | Blancs et nuls   | Blancs et nuls | 167   | 19,46  |    |   |  |  |
| Exprimés                 | Exprimés         | Exprimés       | 691   | 80,54  |    |   |  |  |
| * Liste du maire sortant |                  |                |       |        |    |   |  |  |

### Teil (Le)
- Maire sortant : Olivier Peverelli (PS)
- 29 sièges à pourvoir au conseil municipal (population légale 2011 : 8 103 habitants)
- 12 sièges à pourvoir au conseil communautaire (CC Ardèche Rhône Coiron)

| Tête de liste            | Tête de liste       | Liste          | Premier tour | Premier tour | Second tour | Second tour | Sièges | Sièges |
| Tête de liste            | Tête de liste       | Liste          | Voix         | %            | Voix        | %           | CM     | CC     |
| ------------------------ | ------------------- | -------------- | ------------ | ------------ | ----------- | ----------- | ------ | ------ |
|                          | Olivier Peverelli * | PS-PCF-EELV    | 1 807        | 48,58        | 1 975       | 51,81       | 23     | 9      |
|                          | Rachel Cotta        | UDI            | 1 098        | 29,52        | 1 185       | 31,08       | 4      | 2      |
|                          | Christophe Menini   | FN             | 814          | 21,88        | 652         | 17,10       | 2      | 1      |
|                          |                     |                |              |              |             |             |        |        |
| Inscrits                 | Inscrits            | Inscrits       | 5 970        | 100,00       | 5 974       | 100,00      |        |        |
| Abstentions              | Abstentions         | Abstentions    | 2 122        | 35,54        | 2 055       | 34,40       |        |        |
| Votants                  | Votants             | Votants        | 3 848        | 64,46        | 3 919       | 65,60       |        |        |
| Blancs et nuls           | Blancs et nuls      | Blancs et nuls | 129          | 3,35         | 107         | 2,73        |        |        |
| Exprimés                 | Exprimés            | Exprimés       | 3 719        | 96,65        | 3 812       | 97,27       |        |        |
| * Liste du maire sortant |                     |                |              |              |             |             |        |        |

### Tournon-sur-Rhône
- Maire sortant : Frédéric Sausset (UMP)
- 33 sièges à pourvoir au conseil municipal (population légale 2011 : 10 689 habitants)
- 11 sièges à pourvoir au conseil communautaire (CA Arche Agglo)

|                          | Frédéric Sausset * | UMP-UDI        | 2 795 | 65,47  | 28 | 9 |  |  |
|                          | Mauricette Crouzet | PS-PCF-EELV    | 1 474 | 34,52  | 5  | 2 |  |  |
|                          |                    |                |       |        |    |   |  |  |
| Inscrits                 | Inscrits           | Inscrits       | 7 439 | 100,00 |    |   |  |  |
| Abstentions              | Abstentions        | Abstentions    | 2 870 | 38,58  |    |   |  |  |
| Votants                  | Votants            | Votants        | 4 569 | 61,42  |    |   |  |  |
| Blancs et nuls           | Blancs et nuls     | Blancs et nuls | 300   | 6,57   |    |   |  |  |
| Exprimés                 | Exprimés           | Exprimés       | 4 269 | 93,43  |    |   |  |  |
| * Liste du maire sortant |                    |                |       |        |    |   |  |  |

### Vallon-Pont-d'Arc
- Maire sortant : Claude Benahmed (PS)
- 19 sièges à pourvoir au conseil municipal (population légale 2011 : 2 359 habitants)
- 5 sièges à pourvoir au conseil communautaire (CC des Gorges de l'Ardèche)

|                          | Pierre Peschier   | DVD            | 675   | 50,52  | 15 | 4 |  |  |
|                          | Claude Benahmed * | PS-PCF-EELV    | 661   | 49,47  | 4  | 1 |  |  |
|                          |                   |                |       |        |    |   |  |  |
| Inscrits                 | Inscrits          | Inscrits       | 1 940 | 100,00 |    |   |  |  |
| Abstentions              | Abstentions       | Abstentions    | 522   | 26,91  |    |   |  |  |
| Votants                  | Votants           | Votants        | 1 418 | 73,09  |    |   |  |  |
| Blancs et nuls           | Blancs et nuls    | Blancs et nuls | 82    | 5,78   |    |   |  |  |
| Exprimés                 | Exprimés          | Exprimés       | 1 336 | 94,22  |    |   |  |  |
| * Liste du maire sortant |                   |                |       |        |    |   |  |  |

### Vals-les-Bains
- Maire sortant : Jean-Claude Flory (UMP)
- 27 sièges à pourvoir au conseil municipal (population légale 2011 : 3 531 habitants)
- 5 sièges à pourvoir au conseil communautaire (CC du Bassin d'Aubenas)

|                          | Jean-Claude Flory * | UMP-UDI        | 1 553 | 74,41  | 24 | 5 |  |  |
|                          | Hervé Moula         | DVG            | 534   | 25,58  | 3  |   |  |  |
|                          |                     |                |       |        |    |   |  |  |
| Inscrits                 | Inscrits            | Inscrits       | 3 127 | 100,00 |    |   |  |  |
| Abstentions              | Abstentions         | Abstentions    | 944   | 30,19  |    |   |  |  |
| Votants                  | Votants             | Votants        | 2 183 | 69,81  |    |   |  |  |
| Blancs et nuls           | Blancs et nuls      | Blancs et nuls | 96    | 4,40   |    |   |  |  |
| Exprimés                 | Exprimés            | Exprimés       | 2 087 | 95,60  |    |   |  |  |
| * Liste du maire sortant |                     |                |       |        |    |   |  |  |

### Vans (Les)
- Maire sortant : Bruno Vigier (UDI)
- 23 sièges à pourvoir au conseil municipal (population légale 2011 : 2 831 habitants)
- 9 sièges à pourvoir au conseil communautaire (CC Pays des Vans en Cévennes)

|                          | Jean-Paul Manifacier | PS             | 809   | 52,36  | 18 | 7 |  |  |
|                          | Bruno Vigier *       | UDI            | 736   | 47,63  | 5  | 2 |  |  |
|                          |                      |                |       |        |    |   |  |  |
| Inscrits                 | Inscrits             | Inscrits       | 2 248 | 100,00 |    |   |  |  |
| Abstentions              | Abstentions          | Abstentions    | 504   | 22,42  |    |   |  |  |
| Votants                  | Votants              | Votants        | 1 744 | 77,58  |    |   |  |  |
| Blancs et nuls           | Blancs et nuls       | Blancs et nuls | 199   | 11,41  |    |   |  |  |
| Exprimés                 | Exprimés             | Exprimés       | 1 545 | 88,59  |    |   |  |  |
| * Liste du maire sortant |                      |                |       |        |    |   |  |  |

### Vernosc-lès-Annonay
- Maire sortant : Denis Plenet (SE)
- 19 sièges à pourvoir au conseil municipal (population légale 2011 : 2 292 habitants)
- 3 sièges à pourvoir au conseil communautaire (CA Annonay Rhône Agglo)

|                | Patrick Olagne | DVD            | 782   | 100,00 | 19 | 3 |  |  |
|                |                |                |       |        |    |   |  |  |
| Inscrits       | Inscrits       | Inscrits       | 1 792 | 100,00 |    |   |  |  |
| Abstentions    | Abstentions    | Abstentions    | 773   | 43,14  |    |   |  |  |
| Votants        | Votants        | Votants        | 1 019 | 56,86  |    |   |  |  |
| Blancs et nuls | Blancs et nuls | Blancs et nuls | 237   | 23,26  |    |   |  |  |
| Exprimés       | Exprimés       | Exprimés       | 782   | 76,74  |    |   |  |  |

### Villeneuve-de-Berg
- Maire sortant : Claude Pradal (PCF)
- 23 sièges à pourvoir au conseil municipal (population légale 2011 : 2 836 habitants)
- 5 sièges à pourvoir au conseil communautaire (CC Berg et Coiron)

| Tête de liste  | Tête de liste      | Liste          | Premier tour | Premier tour | Second tour | Second tour | Sièges | Sièges |
| Tête de liste  | Tête de liste      | Liste          | Voix         | %            | Voix        | %           | CM     | CC     |
| -------------- | ------------------ | -------------- | ------------ | ------------ | ----------- | ----------- | ------ | ------ |
|                | Christian Audigier | DVG            | 478          | 37,28        | 530         | 37,45       | 16     | 4      |
|                | Yan Chauwin        | DVG            | 434          | 33,85        | 507         | 35,83       | 4      | 1      |
|                | Roxane Dussol      | DVD            | 370          | 28,86        | 378         | 26,71       | 3      |        |
|                |                    |                |              |              |             |             |        |        |
| Inscrits       | Inscrits           | Inscrits       | 1 860        | 100,00       | 1 936       | 100,00      |        |        |
| Abstentions    | Abstentions        | Abstentions    | 532          | 28,60        | 493         | 25,46       |        |        |
| Votants        | Votants            | Votants        | 1 328        | 71,40        | 1 443       | 74,54       |        |        |
| Blancs et nuls | Blancs et nuls     | Blancs et nuls | 46           | 3,46         | 28          | 1,94        |        |        |
| Exprimés       | Exprimés           | Exprimés       | 1 282        | 96,54        | 1 415       | 98,06       |        |        |

### Viviers
- Maire sortant : François Louvet (EELV)
- 27 sièges à pourvoir au conseil municipal (population légale 2011 : 3 895 habitants)
- 7 sièges à pourvoir au conseil communautaire (CC Du Rhône aux Gorges de l'Ardèche)

| Tête de liste            | Tête de liste     | Liste          | Premier tour | Premier tour | Second tour | Second tour | Sièges | Sièges |
| Tête de liste            | Tête de liste     | Liste          | Voix         | %            | Voix        | %           | CM     | CC     |
| ------------------------ | ----------------- | -------------- | ------------ | ------------ | ----------- | ----------- | ------ | ------ |
|                          | Christian Lavis   | UDI            | 557          | 28,11        | 771         | 37,83       | 19     | 5      |
|                          | Alain Barnier     | FN             | 439          | 22,16        | 442         | 21,68       | 3      | 1      |
|                          | Christian Maulave | DVG            | 372          | 18,77        | 645         | 31,64       | 4      | 1      |
|                          | Stéphanie Autard  | PS             | 236          | 11,91        | 180         | 8,83        | 1      |        |
|                          | François Louvet * | EELV           | 194          | 9,79         |             |             |        |        |
|                          | Bruno Bernardis   | DVD            | 183          | 9,23         |             |             |        |        |
|                          |                   |                |              |              |             |             |        |        |
| Inscrits                 | Inscrits          | Inscrits       | 2 842        | 100,00       | 2 842       | 100,00      |        |        |
| Abstentions              | Abstentions       | Abstentions    | 815          | 28,68        | 761         | 26,78       |        |        |
| Votants                  | Votants           | Votants        | 2 027        | 71,32        | 2 081       | 73,22       |        |        |
| Blancs et nuls           | Blancs et nuls    | Blancs et nuls | 46           | 2,27         | 43          | 2,07        |        |        |
| Exprimés                 | Exprimés          | Exprimés       | 1 981        | 97,73        | 2 038       | 97,93       |        |        |
| * Liste du maire sortant |                   |                |              |              |             |             |        |        |

### Voulte-sur-Rhône (La)
- Maire sortant : Marc Bolomey (PS)
- 29 sièges à pourvoir au conseil municipal (population légale 2011 : 5 084 habitants)
- 7 sièges à pourvoir au conseil communautaire (CA Privas Centre Ardèche)

|                          | Bernard Brottes | DVD            | 1 226 | 56,47  | 23 | 6 |  |  |
|                          | Marc Bolomey *  | PS-PCF-EELV    | 945   | 43,52  | 6  | 1 |  |  |
|                          |                 |                |       |        |    |   |  |  |
| Inscrits                 | Inscrits        | Inscrits       | 3 657 | 100,00 |    |   |  |  |
| Abstentions              | Abstentions     | Abstentions    | 1 400 | 38,28  |    |   |  |  |
| Votants                  | Votants         | Votants        | 2 257 | 61,72  |    |   |  |  |
| Blancs et nuls           | Blancs et nuls  | Blancs et nuls | 86    | 3,81   |    |   |  |  |
| Exprimés                 | Exprimés        | Exprimés       | 2 171 | 96,19  |    |   |  |  |
| * Liste du maire sortant |                 |                |       |        |    |   |  |  |